# Armadillidium sanctum
Armadillidium sanctum is een pissebed uit de familie Armadillidiidae. De wetenschappelijke naam van de soort is voor het eerst geldig gepubliceerd in 1892 door Dollfus.